# Wijken en buurten in Leerdam
De Nederlandse gemeente Leerdam is voor statistische doeleinden onderverdeeld in wijken en buurten. De gemeente is verdeeld in de volgende statistische wijken:
- Wijk 00 Leerdam (CBS-wijkcode:054500)

Een statistische wijk kan bestaan uit meerdere buurten. Onderstaande tabel geeft de buurtindeling met kentallen volgens het Centraal Bureau voor de Statistiek (2008):
| CBS-buurtcode | Buurtnaam                 | Inwonertal | Opp. totaal (ha) | Opp. land (ha) | Ligging                |
| ------------- | ------------------------- | ---------- | ---------------- | -------------- | ---------------------- |
| BU05450001    | Leerdam-Centrum           | 1720       | 36               | 34             | Locatie in de gemeente |
| BU05450002    | Leerdam-West              | 6030       | 190              | 185            | Locatie in de gemeente |
| BU05450003    | Leerdam-Oost              | 3090       | 77               | 70             | Locatie in de gemeente |
| BU05450004    | Leerdam-Noord             | 6160       | 266              | 262            | Locatie in de gemeente |
| BU05450005    | Verspreide huizen Leerdam | 970        | 1174             | 1170           | Locatie in de gemeente |
| BU05450006    | Kedichem                  | 1070       | 899              | 883            | Locatie in de gemeente |
| BU05450007    | Schoonrewoerd             | 1570       | 789              | 776            | Locatie in de gemeente |